# Brauner Mausmaki
Der Braune Mausmaki (Microcebus rufus) ist eine Primatenart aus der Gattung der Mausmakis (Microcebus).

## Merkmale
Braune Mausmakis zählen zu den kleineren Mausmakis. Sie erreichen eine Kopfrumpflänge von 7 bis 9 Zentimetern, der Schwanz wird 10 bis 16 Zentimeter lang. Das Gewicht beträgt etwa 40 bis 45 Gramm. Ihr kurzes, weiches Fell ist an der Oberseite rotbraun bis braun gefärbt, wobei der Kopf oft rötlicher als der Rumpf ist. Die Unterseite ist weiß oder hellgrau. Die Ohren sind relativ klein.

## Verbreitung und Lebensraum
Braune Mausmakis zählen zu den am weitesten verbreiteten Mausmakis, ihr Verbreitungsgebiet umfasst die gesamte Ostküste Madagaskars. Ihr Lebensraum sind Regenwälder und andere Waldformen wie Bambuswälder. Da an der Ostküste Madagaskar in jüngster Zeit einige neue Arten entdeckt wurden, ist das genaue Verbreitungsgebiet noch unklar.

## Lebensweise
Braune Mausmakis sind wie alle Mausmakis nachtaktive Baumbewohner. Tagsüber schlafen sie in Baumhöhlen, Blätternestern und manchmal auch verlassenen Vogelnestern. Sie markieren ihre Reviere mit Urin und Kot, die Reviere können sich aber beträchtlich überlappen.
In der Regenzeit legen sie einen Fettvorrat im Schwanz an, während der Trockenzeit fallen sie häufig in einen Torpor und schränken ihre Aktivitäten deutlich ein. Dabei kann sich ihr Gewicht um bis zu 30 Prozent reduzieren.

## Nahrung
Diese Tiere sind Allesfresser. Sie ernährt sich überwiegend von Früchten, Blüten, Insekten und Harzen. Das Nahrungsspektrum wechselt in Abhängigkeit von der Verfügbarkeit. So werden in der Regenzeit vorwiegend Früchte konsumiert und in der Trockenzeit Harze und Insekten.

## Fortpflanzung
Die Paarung erfolgt in den Monaten September bis November, nach einer rund 60-tägigen Tragzeit bringt das Weibchen zwischen November und Januar ein bis drei Jungtiere zur Welt. Diese werden mit zwei Monaten entwöhnt und mit rund einem Jahr geschlechtsreif.

## Gefährdung
Braune Mausmakis zählen zu den am weitesten verbreiteten madagassischen Lemuren. Gebietsweise sind sie durch die Zerstörung ihres Lebensraums selten geworden, insgesamt gilt die Art aber laut IUCN als „nicht gefährdet“.
In Europa wird die Art nicht mehr gehalten, ehemalige deutsche Halter sind Berlin und Landau.

## Belege
1. ↑   ZTL 17.7